# 結婚友沒友
是一部2011年上映的美國浪漫喜劇電影，改編自艾蜜莉·吉芬同名小說，由路克·格林菲執導，由吉妮佛·古德溫、凱特·哈德森與約翰·卡拉辛斯基主演。由华纳兄弟發行。

## 劇情
蕾秋（吉妮佛·古德溫）是個聰明、單身在紐約法律事務所工作的天才律師。蕾秋在30歲生日的派對上喝掛了，發現自己隔天醒來躺在法學院暗戀的達斯（柯林·伊格雷斯菲）的床上。問題是，達斯是她好朋友妲西（凱特·哈德森）的未婚夫……

## 演員
- 吉妮佛·古德溫 飾演 蕾秋·懷特（Rachel White）
- 凱特·哈德森 飾演 妲西·羅尼（Darcy Rhone）
- 約翰·卡拉辛斯基 飾演 伊森（Ethan）
- 柯林·伊格雷斯菲 飾演 達斯·塔勒（Dex Thaler）
- 史蒂夫·豪伊 飾演 馬卡斯（Marcus）
- 愛許莉·威廉斯 飾演 克萊兒（Claire）
- 傑夫·皮爾遜 飾演 德克斯特·塔勒一世（Dexter Thaler Sr）
- 吉兒·艾肯貝瑞 飾演 布麗姬特·塔勒（Bridget Thaler）

## 评价
在烂番茄网，只有15%的观众给予它积极的评价，平均得分为四分（满分十分）。

## 外部連結
- 互联网电影数据库（IMDb）上《Something Borrowed》的资料（英文）
- AllMovie上《Something Borrowed》的资料（英文）
- Box Office Mojo上《Something Borrowed》的資料（英文）
- 爛番茄上《Something Borrowed》的資料（英文）
- Metacritic上《Something Borrowed》的資料（英文）